# Lo Cos e Bigaròca
Lo Cos e Bigaròca (en francès Coux-et-Bigaroque) és un municipi francès situat al departament de la Dordonya i a la regió de la Nova Aquitània.

## Demografia
| 1962                                       | 1968 | 1975 | 1982 | 1990 | 1999 | 2007 |
| ------------------------------------------ | ---- | ---- | ---- | ---- | ---- | ---- |
| 766                                        | 739  | 649  | 720  | 708  | 818  | 944  |
| Des de 1962: població sense dobles comptes |      |      |      |      |      |      |

## Administració
| Període | Identitat        | Partit        |
| ------- | ---------------- | ------------- |
| 1995-   | Michel Rafalovic | Divers droite |

## Agermanaments
- Schœnau